# Râciu
Râciu (Mezőrücs en hongrois) est une commune roumaine du județ de Mureș, dans la région historique de Transylvanie et dans la région de développement du Centre.

## Géographie
La commune de Râciu est située dans le nord du județ, à la limite avec le județ de Bistrița-Năsăud, sur la rivière Lechința, affluent de la rive droite du Mureș, dans les collines de Comlod, à 23 km au nord-ouest de Târgu Mureș, le chef-lieu du județ.
La municipalité est composée des quinze villages suivants (population en 2002) :
- Căciulata (172) ;
- Coasta Mare (162) ;
- Cotorinau (19) ;
- Curețe (12) ;
- Hagău (52) ;
- Leniș (188) ;
- Nima Râciului (214) ;
- Obârsie (3) ;
- Pârâu Crucii (151) ;
- Râciu (1 509), siège de la municipalité ;
- Sânmărtinu de Câmpie (480) ;
- Ulieș (554) ;
- Valea Sânmărtinului (171) ;
- Valea Seaca (21) ;
- Valea Ulieșului (44).

## Histoire
La première mention écrite du village date de 1305 sous le nom de Terra Ryvch.
La commune de Râciu a appartenu au royaume de Hongrie, puis à l'empire d'Autriche et à l'Empire austro-hongrois.
En 1876, lors de la réorganisation administrative de la Transylvanie, elle a été rattachée au comitat de Maros-Torda.
La commune de Râciu a rejoint la Roumanie en 1920, au Traité de Trianon, lors de la désagrégation de l'Autriche-Hongrie. Après le Deuxième arbitrage de Vienne, elle a été occupée par la Hongrie de 1940 à 1944, période durant laquelle sa petite communauté juive fut exterminée par les Nazis. Elle est redevenue roumaine en 1945.

## Politique
Le Conseil Municipal de Râciu compte 13 sièges de conseillers municipaux. À l'issue des élections municipales de juin 2008, Ioan Vasu (PD-L) a été élu maire de la commune.
| Parti                             | Nombre de conseillers |
| --------------------------------- | --------------------- |
| Parti démocrate-libéral (PD-L)    | 9                     |
| Parti national libéral (PNL)      | 2                     |
| Parti de la Grande Roumanie (PRM) | 1                     |
| Parti social-démocrate (PSD)      | 1                     |

## Religions
En 2002, la composition religieuse de la commune était la suivante :
- Chrétiens orthodoxes, 86,86 % ;
- Catholiques grecs, 6,23 % ;
- Réformés, 2,58 % ;
- Pentecôtistes, 1,73 %.

## Démographie
En 1910, la commune comptait 3 275 Roumains (80,67 %) et 588 Hongrois (14,48 %).
En 1930, on recensait 3 739 Roumains (82,34 %), 511 Hongrois (11,26 %), 29 Juifs (0,64 %) et 261 Tsiganes (5,75 %).
En 2002, 3 343 Roumains (89,09 %) côtoient 119 Hongrois (3,17 %) et 290 Tsiganes (7,72 %). On comptait à cette date 1 550 ménages et 1 485 logements.
| 1850  | 1880  | 1900  | 1910  | 1930  | 1956  | 1977  | 1992  | 2002  |
| ----- | ----- | ----- | ----- | ----- | ----- | ----- | ----- | ----- |
| 2 839 | 3 107 | 3 717 | 4 060 | 4 541 | 6 284 | 5 251 | 3 848 | 3 752 |

| 2007  | - | - | - | - | - | - | - | - |
| ----- | - | - | - | - | - | - | - | - |
| 3 647 | - | - | - | - | - | - | - | - |

## Économie
L'économie de la commune repose sur l'agriculture (blé, orge, maïs, betterave à sucre) et l'élevage.

## Communications

### Routes
Râciu se trouve sur la route régionale Târgu Mureș-Crăiești qui permet de rejoindre la route nationale DN16 Reghin-Cluj-Napoca.

## Lieux et monuments
- Sânmărtinu de Câmpie, monastère orthodoxe datant de 1329, consacré à l'Assomption de la Vierge (Adormirea Maicii Domnului), avec des icônes du XVIIe siècle.

- Râciu, monastère orthodoxe datant de 1994.